# Hernán-Pérez (kommun)
Hernán-Pérez är en kommun i Spanien.   Den ligger i provinsen Provincia de Cáceres och regionen Extremadura, i den centrala delen av landet, 240 km väster om huvudstaden Madrid. Antalet invånare är 496.